# Lijst van voetbalinterlands Canada - Chili
Deze lijst van voetbalinterlands is een overzicht van alle officiële voetbalwedstrijden tussen de nationale teams van Canada en Chili. De landen speelden tot op heden vijf keer tegen elkaar. De eerste ontmoeting, een vriendschappelijke wedstrijd, werd gespeeld in Edmonton op 25 juli 1984. Het laatste duel, een groepswedstrijd tijdens de Copa América 2024, vond plaats op 29 juni 2024 in Orlando (Verenigde Staten).

## Wedstrijden
| № | Plaats     | Datum           | Competitie        | Wedstrijd      | Uitslag |
| - | ---------- | --------------- | ----------------- | -------------- | ------- |
| 1 | Edmonton   | 25 juli 1984    | Vriendschappelijk | Canada – Chili | 0 – 0   |
| 2 | Toronto    | 25 mei 1988     | Vriendschappelijk | Canada – Chili | 1 – 0   |
| 3 | Edmonton   | 28 mei 1995     | Vriendschappelijk | Canada – Chili | 1 – 2   |
| 4 | Concepción | 11 oktober 1995 | Vriendschappelijk | Chili – Canada | 2 – 0   |
| 5 | Orlando    | 29 juni 2024    | Copa América 2024 | Canada − Chili | 0 − 0   |

## Samenvatting
| Competitie        | Totaal gespeeld | Winst Canada | Gelijk | Winst Chili | Doelsaldo Canada – Chili |
| ----------------- | --------------- | ------------ | ------ | ----------- | ------------------------ |
| Copa América      | 1               | 0            | 1      | 0           | 0 − 0                    |
| Vriendschappelijk | 4               | 1            | 1      | 2           | 2 − 4                    |
| Totaal            | 5               | 1            | 2      | 2           | 2 − 4                    |

Wedstrijden bepaald door strafschoppen worden, in lijn met de FIFA, als een gelijkspel gerekend.

## Details

### Eerste ontmoeting
| Vriendschappelijk (Edmonton, Canada, 25 juli 1984):                                                                                                 |              | |
| Canada | 0 – 0        | Chili |
| | goals        | |
| Tony Waiters | bondscoach   | Pedro Morales |
| Tino Lettieri Bob Lenarduzzi Ian Bridge Craig Martin Bruce Wilson Paul James Randy Ragan Gerard Gray Pasquale DeLuca Dale Mitchell Igor Vrablic ??' | opstellingen | Eduardo Fournier Luis Mosquera Sergio Ahumada Leonel Contreras Alex Martínez Jaime Baeza Marco Figueroa Alejandro Hisis ??' Jaime Andres Vera ??' Fernando Santis ??' Juvenal Olmos |
| John Catliff ??' | wissels      | ??' Sergio Marchant ??' Carlos Ramos ??' Alfredo Núñez |

### Tweede ontmoeting
| Vriendschappelijk (Toronto, Canada, 25 mei 1988): |              | |
| Canada | 1 – 0        | Chili |
| Ian Bridge 90' | goals        | |
| Tony Taylor | bondscoach   | Orlando Aravena |
| Craig Forrest Ian Bridge Peter Sarantopoulos Randy Samuel Gerry Gray 70' John Limniatis Lyndon Hooper Mike Sweeney Tony Pignatiello Alex Bunbury John Catliff | opstellingen | Marco Cornez Claudio Tello Óscar Rojas Patricio Reyes Roberto Reynero Francisco Ugarte Jaime Pizarro ??' Nelson Enríquez Hugo Rubio Iván Zamorano Osvaldo Hurtado |
| John Fitzgerald 70' | wissels      | ??' Juan Soto |

### Derde ontmoeting
| Vriendschappelijk (Edmonton, Canada, 28 mei 1995): |       |                                        |
| Canada                                             | 1 – 2 | Chili                                  |
| Paul Peschisolido 13'                              | goals | 32' Esteban Valencia 87' Marcelo Salas |

### Vierde ontmoeting
| Vriendschappelijk (Concepción, Chili, 11 oktober 1995): |              | |
| Chili | 2 – 0        | Canada |
| Sebastián Rozental 47' (pen.) Marcelo Salas 67' | goals        | |
| Xabier Azkargorta | bondscoach   | Bob Lenarduzzi |
| Nelson Tapia Javier Margas Gabriel Mendoza 46' Ronald Fuentes 75' Clarence Acuña Francisco Rojas Nelson Parraguez Pablo Galdames 46' Sebastián Rozenthal Marcelo Salas Fabian Estay 79' | opstellingen | 46' Paul Dolan 60' Patrick Diotte John Limniatis Mark Watson Carl Fletcher 60' Kevin Holness Geoff Aunger Nick DeSantis Tom Kouzmanis Niall Thompson 46' Hector Marinaro |
| Jaime Lopresti 46' Esteban Valencia 46' Claudio Lizama 75' César Muena 79' | wissels      | 46' Pat Onstad 46' Mauro Biello 60' Steven MacDonald 60' Giuliano Oliviero                                                                                               |